# Pahasu
Pahasu es  un pueblo y nagar Panchayat situado en el distrito de Bulandshahr en el estado de Uttar Pradesh (India). Su población es de 20672 habitantes (2011). 

## Demografía
Según el  censo de 2011 la población de Pahasu era de 20672 habitantes, de los cuales 10785 eran hombres y 9887 eran mujeres. Pahasu tiene una tasa media de alfabetización del 61,21%, inferior a la media estatal del 67,68%: la alfabetización masculina es del 70,65%, y la alfabetización femenina del 50.87%.